# Decreto-lei
Decreto-lei é um decreto com força de lei, que emana do poder executivo de um país, no âmbito das competências legislativas que lhe estão atribuídas no respetivo ordenamento jurídico e constitucional. Os decretos-leis podem aplicar-se à ordem económica, fiscal, social, territorial e de segurança, com legitimidade efetiva de uma norma administrativa e poder de lei desde a sua edição, sanção e publicação no diário ou jornal oficial.
O decreto-lei existe em Portugal e em outros países e territórios com sistemas constitucionais e jurídicos inspirados no ordenamento jurídico português. Aliás, os decretos-lei constituem a maioria das leis ordinárias publicadas em Portugal. No Brasil, o decreto-lei deixou de ser previsto pela chegada da Constituição de 1988.

## Regulação por países

### Brasil
A regra, no Estado democrático de direito, de regime presidencialista é que a lei seja feita pelos órgãos de representação do povo - no Brasil, o Congresso Nacional (no âmbito federal), as assembleias legislativas (na esfera estadual) e as câmaras municipais (no nível municipal). Em períodos excepcionais, porém, o Executivo se confere o poder legiferante - seja porque este concentra nas suas mãos o Poder Legislativo, então suspenso; seja em virtude de autorização do Congresso, e dentro das condições e limites que a Constituição estabelecer.
Historicamente, houve no Brasil diversos tipos de decreto-lei:
- Os previstos na Constituição de 1937,
- Os fundados nos Atos Institucionais  nº 2, de 27 de outubro de 1965 e nº 4, de 7 de dezembro de 1966,
- Os previstos no artigo 58 do texto original da Constituição de 24 de janeiro de 1967,
- Os do artigo 55 da mesma Constituição de 1967, com a redação que lhe foi dada pela Emenda Constitucional nº 1, de 17 de outubro de 1969[2] e,
- Aqueles editados com base no Ato Institucional nº 5, de 13 de dezembro de 1968.

No Brasil, historicamente, o decreto-lei foi muito utilizado no Estado Novo e no Regime Militar. Com a chegada da Constituição de 1988, o decreto-lei deixou de ser previsto constitucionalmente, pois a mesma não prevê, no processo legislativo, tal figura jurídica, que na prática foi substituído pela medida provisória. Mas os dois institutos apresentam importantes diferenças.
A expedição do decreto-lei pressupõe alternativamente urgência ou interesse público relevante. No caso da medida provisória, esses requisitos são cumulativos (relevância e urgência). O decreto-lei não podia implicar aumento de despesa e restringia-se a determinadas matérias, enquanto a medida provisória independe de condição financeira e, até a Emenda 32, podia versar sobre qualquer matéria.
Outra diferença importante é que, em caso de ausência de manifestação do Congresso Nacional, o decreto-lei era considerado definitivamente aprovado. No caso da medida provisória, ocorre o inverso. Para que se torne lei, a medida provisória deve ser aprovada pelo Congresso. Caso não haja manifestação do Congresso, ela é rejeitada tacitamente e perde sua eficácia legal.
Em caso de rejeição pelo Congresso, era como se o decreto-lei tivesse sido revogado (art.55§2º da Emenda n° 1 à Constituição Brasileira de 1967): A rejeição do decreto-lei não implicará a nulidade dos atos praticados durante a sua vigência.
Por fim, o decreto-lei só podia ser rejeitado na sua totalidade, enquanto a Medida Provisória admite emendas.
Embora o caráter autoritário do decreto-lei tenha sido abrandado pelo instituto da medida provisória, também esta contraria o paradigma do Estado Democrático de Direito.

### Portugal
Em Portugal, o decreto-lei é um diploma legislativo emitido pelo Governo da República, no âmbito das suas competências legislativas definidas pelo artigo 198.º da Constituição.
Segundo o referido artigo, o Governo faz decretos-leis sobre as seguintes matérias:
1. Matérias não reservadas à Assembleia da República;
2. Matérias de reserva relativa da Assembleia da República, com autorização desta (autorização legislativa);
3. Desenvolvimento dos princípios ou das bases gerais dos regimes jurídicos contidos em leis que a eles se circunscrevam;
4. Matérias respeitantes à organização e funcionamento do próprio Governo.

Existem dois processos de formação dos decretos-leis pelo Governo: o de assinaturas sucessivas e o da aprovação em Conselho de Ministros.
No primeiro processo, o texto do diploma é submetido, separadamente, à assinatura do primeiro-ministro e à de cada um dos ministros competentes. Uma vez obtidas as assinaturas, o diploma é enviado ao Presidente da República para promulgação.
No segundo processo, o texto do decreto-lei é apresentado e aprovado em Conselho de Ministros, sendo, depois, enviado ao Presidente da República para promulgação.
Se o Presidente da República vetar um decreto-lei, o Governo pode arquivá-lo, alterá-lo, ou enviá-lo para a Assembleia da República sob a forma de proposta de lei.
Cada decreto-lei entra em vigor cinco dias depois de ser publicado em Diário da República, excepto quando o mesmo indica uma outra data de entrada em vigor (que tem necessariamente de ser posterior à data de publicação).
Os decretos-leis são identificados por um número e pela data de publicação em Diário da República. O número de identificação consiste num número de ordem anual, seguido de "/", seguido do ano da publicação. Por exemplo, o "decreto-lei nº 293/2009, de 13 de outubro", foi o 293.º decreto-lei emitido no ano de 2009, tendo sido publicado na data de 13 de outubro do referido ano.

### Itália
O Governo italiano não pode, sem delegação das Câmaras, emanar decretos que tenham valores de lei ordinária. Quando, em casos extraordinários, de necessidade e de urgência, o Governo adopta, sob a sua responsabilidade, medidas provisórias com força de lei, deve no próprio dia apresentá-los para a conversão às Câmaras que mesmo se dissolvidas foram propositadamente convocadas e devem reunir-se no prazo de cinco dias. Os decretos perdem eficácia desde o início se não forem convertidos em lei no prazo de sessenta dias desde a sua publicação. As Câmaras podem todavia regular com a lei as relações jurídicas que surgem na base dos decretos não convertidos.